# Acridotheres
Az Acridotheres a madarak (Aves) osztályának verébalakúak (Passeriformes) rendjébe, ezen belül a seregélyfélék (Sturnidae) családjába tartozó nem.

## Rendszerezésük
A nemet Louis Pierre Vieillot francia ornitológus írta le 1816-ban, az alábbi fajok tartoznak ide:
- parti mejnó (Acridotheres ginginianus)
- pásztormejnó (Acridotheres tristis)
- feketeszárnyú seregély (Acridotheres melanopterus)
- burmai seregély (Acridotheres burmannicus)
- nyakörves majna (Acridotheres albocinctus)
- hosszúkontyos majna (Acridotheres grandis)
- bóbitás mejnó (Acridotheres cristatellus)
- dzsungelmajna (Acridotheres fuscus)
- jávai mejnó (Acridotheres javanicus)
- szürke majna (Acridotheres cinereus)